# Potentilla matsumurae
Potentilla matsumurae är en rosväxtart som beskrevs av Franz Theodor Wolf. Potentilla matsumurae ingår i Fingerörtssläktet som ingår i familjen rosväxter.

## Underarter
Arten delas in i följande underarter:
- P. m. apoiensis
- P. m. yuparensis

## Bildgalleri

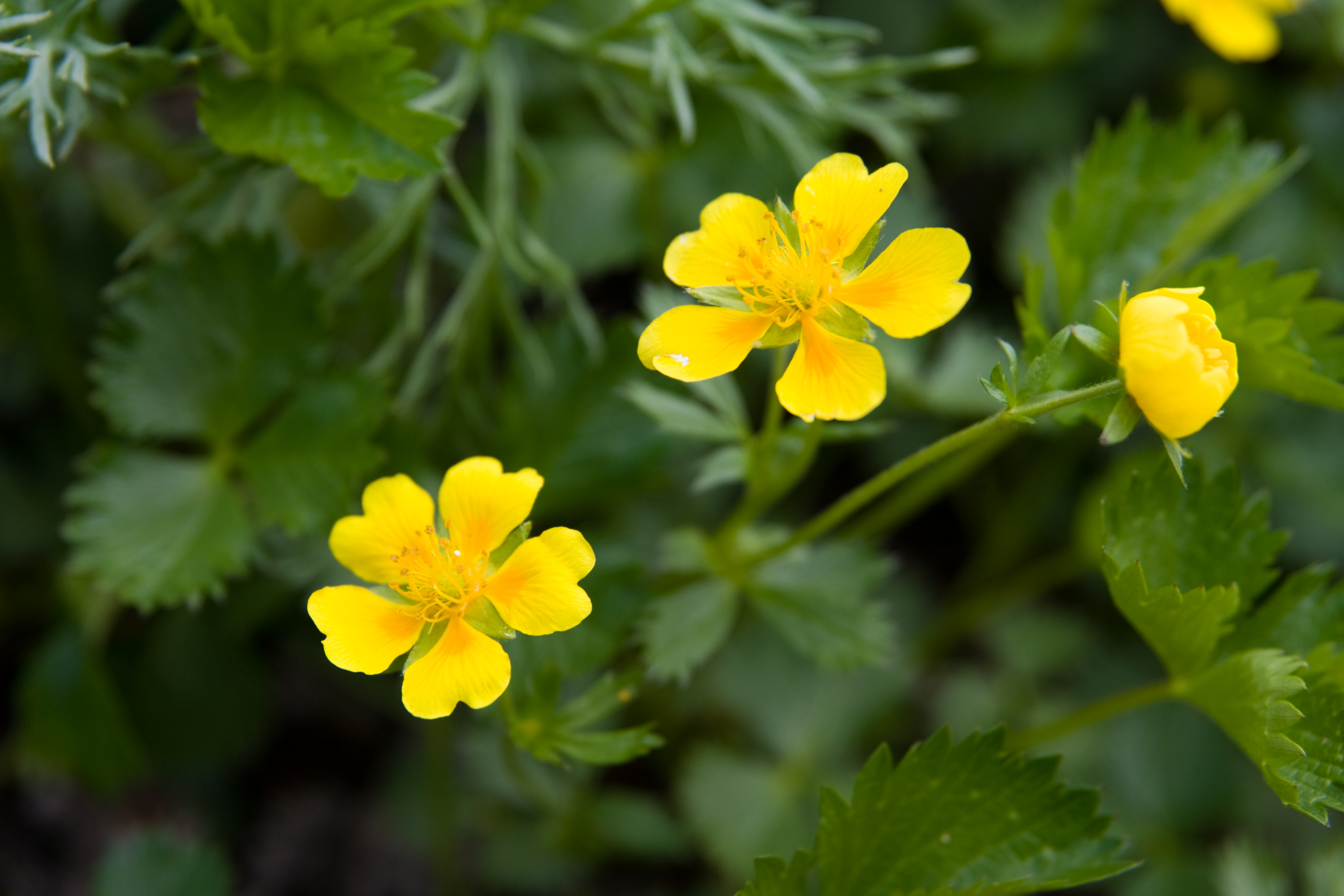
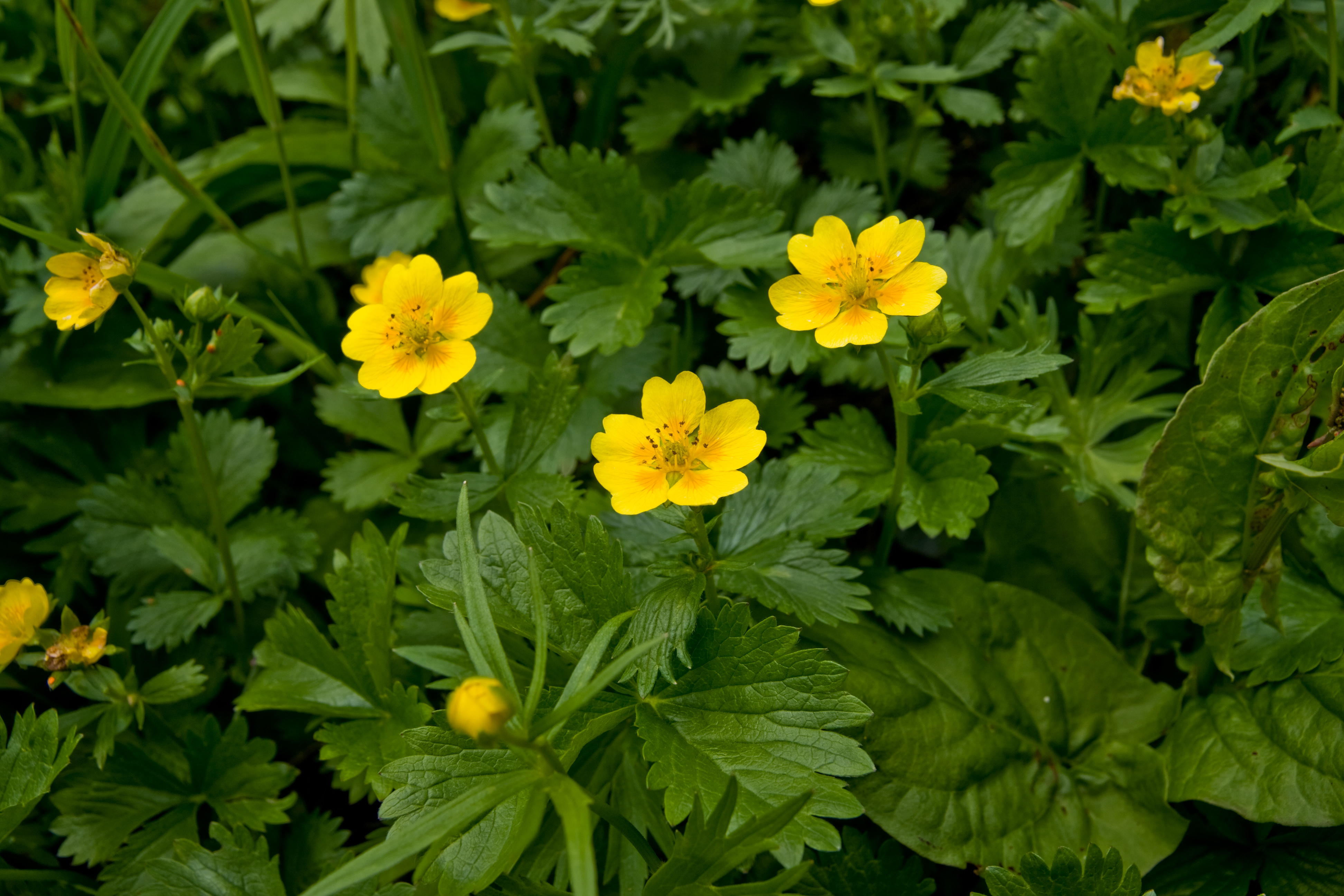
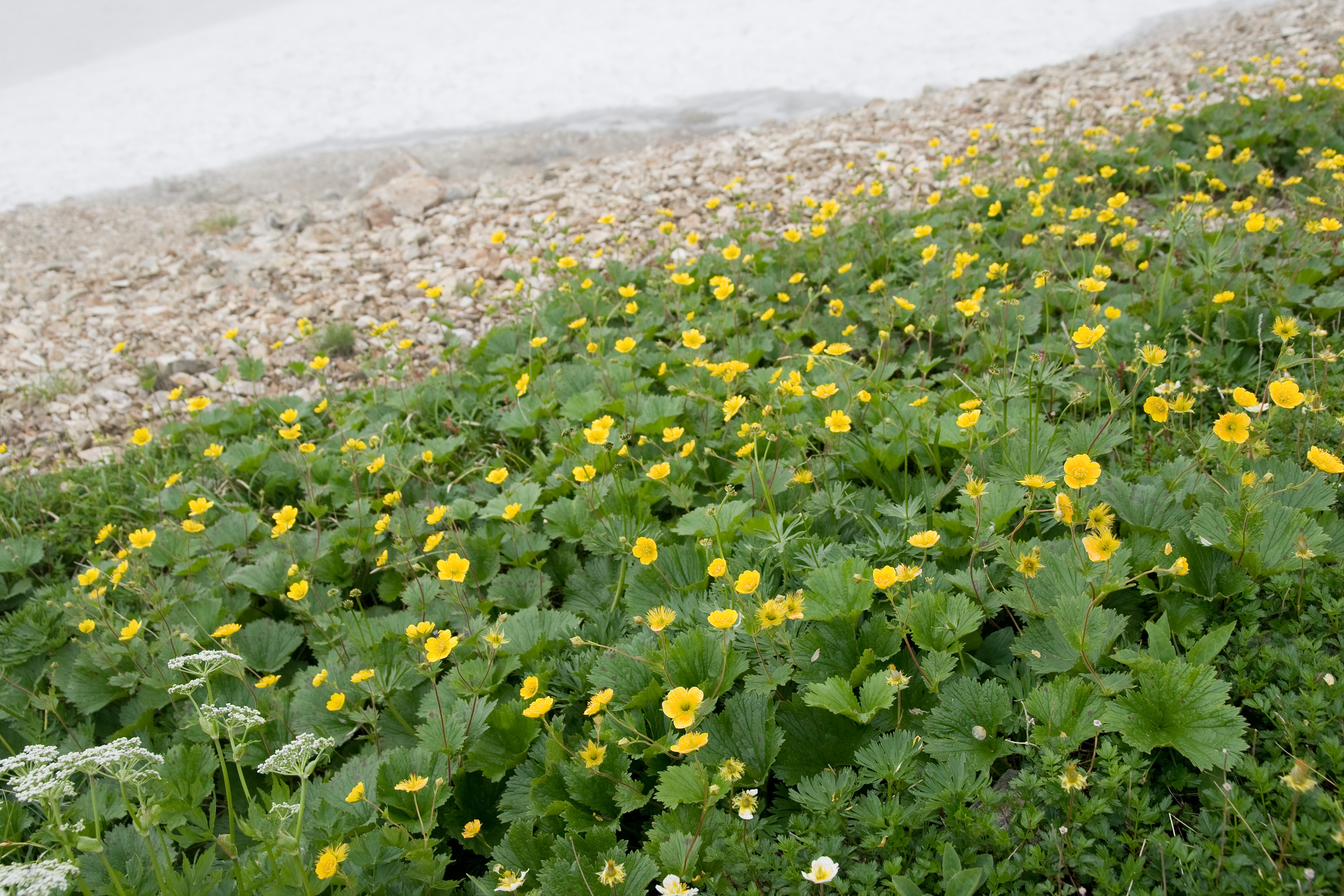
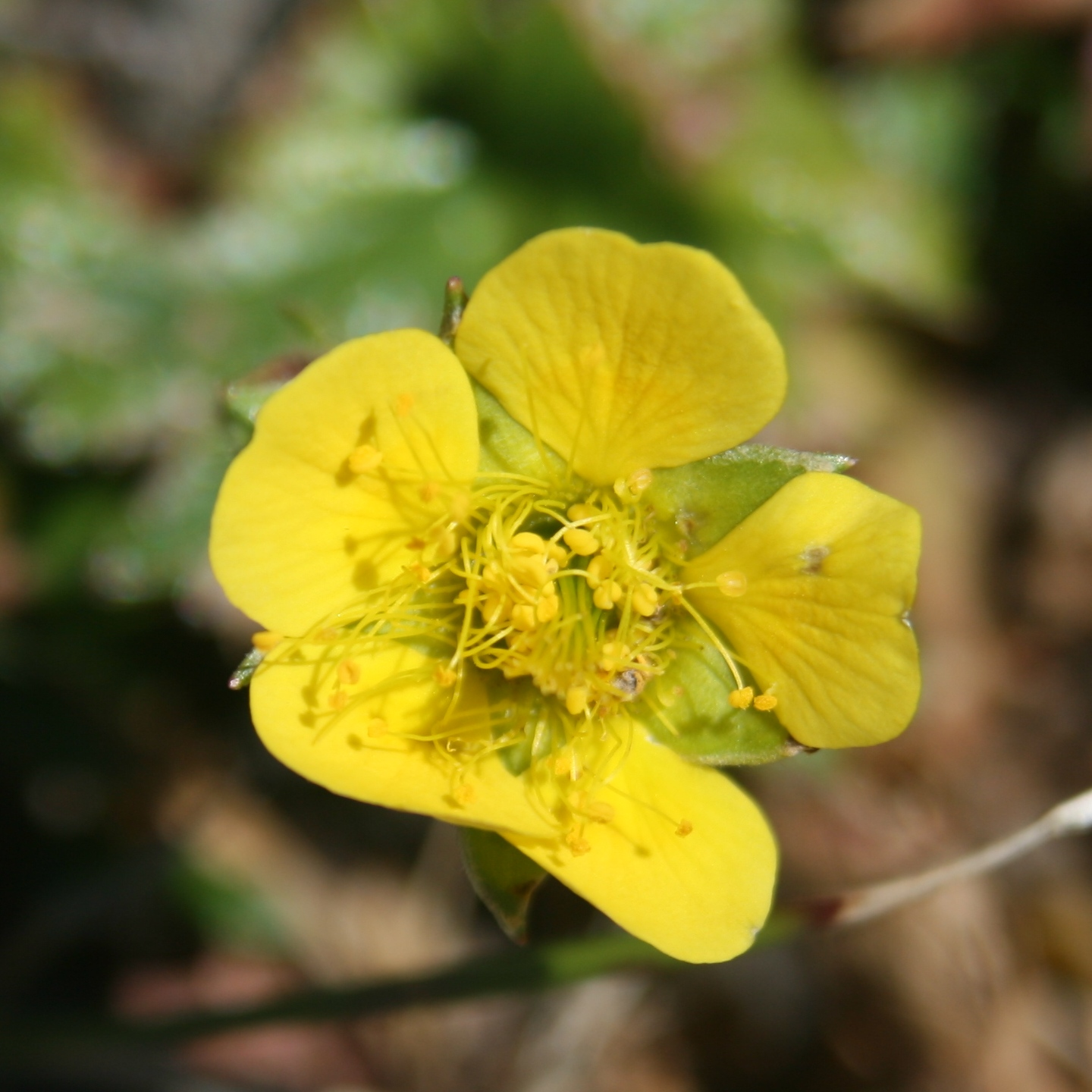
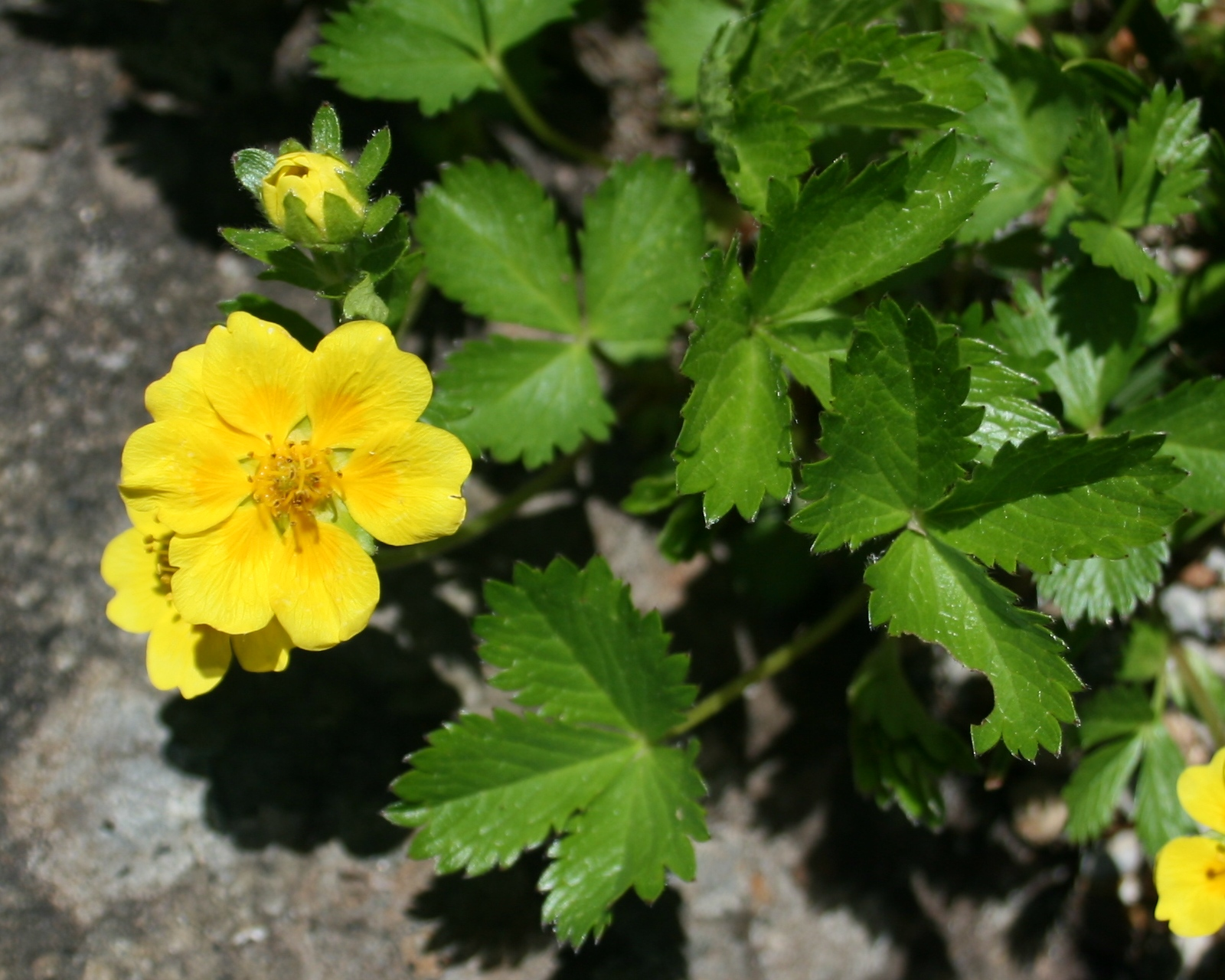
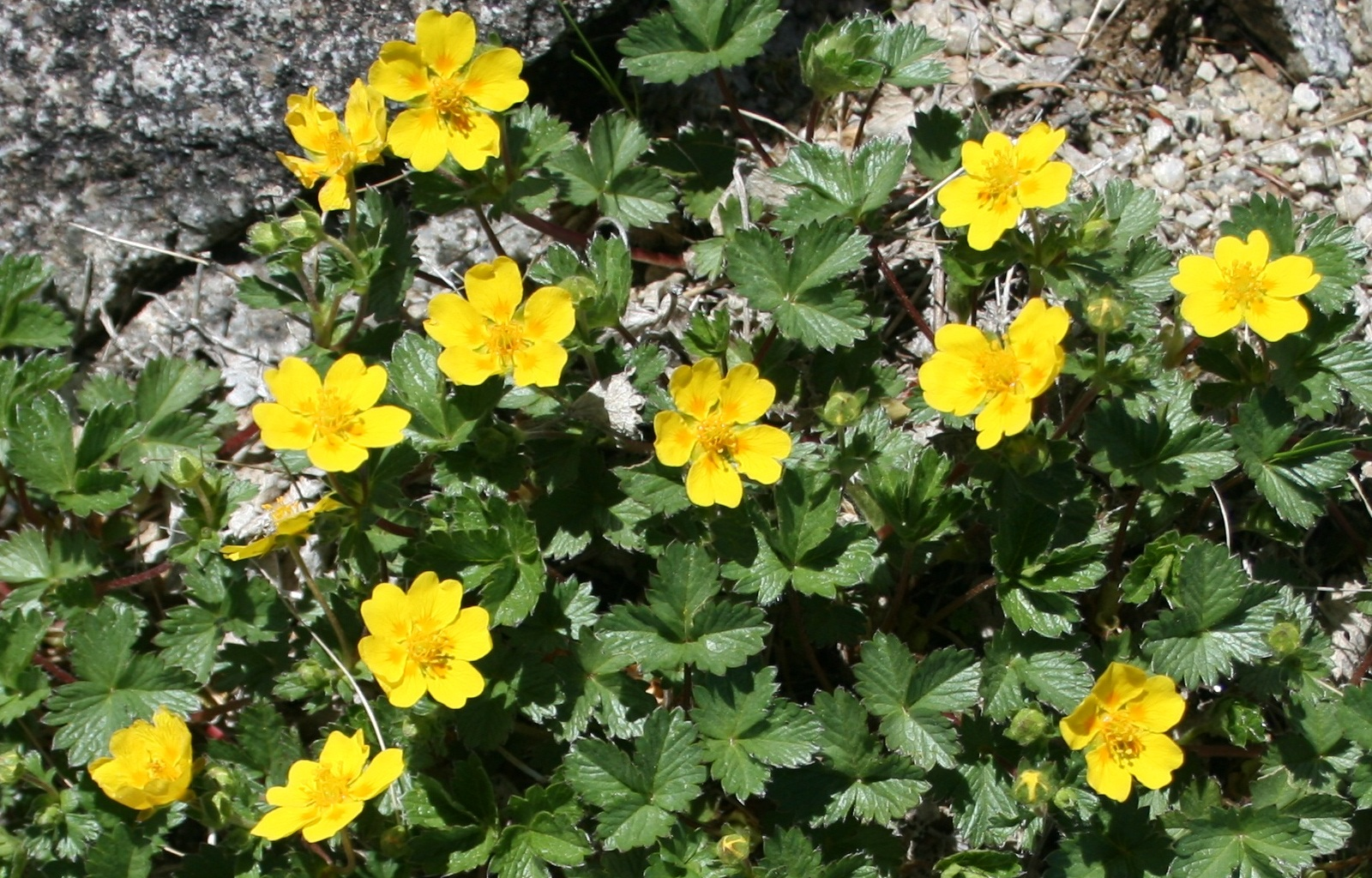